# Autostrada A515 (Franța)
Autostrada A515, sau A515, este o autostradă franceză foarte scurtă, ramificație a A51, care permite legătura între aceasta din urmă și drumul rapid D6 spre Gardanne.
Această autostradă nu este concesionată, este gratuită și este gestionată de DIR Méditerranée.

## Istoric
Declarație de utilitate publică:
- 03.02.1941 : Secțiunea Bouc-Bel-Air-Les Chabauds – Bouc-Bel-Air-La Petite Bastide (A51 – D8n)[1][2]
- 19.12.1972 : Secțiunea Bouc-Bel-Air-La Petite Bastide – Bouc-Bel-Air-Les Chabauds Est (D8n – D6)

Dare în exploatare:
- 04.1953 : Secțiunea Bouc-Bel-Air-Les Chabauds – Bouc-Bel-Air-La Petite Bastide (A51 – D8n)
- 1976 : Secțiunea Bouc-Bel-Air-La Petite Bastide – Bouc-Bel-Air-Les Chabauds Est (D8n – D6)
- 1995 : Nod rutier cu D8 și D6 (spre Plan-de-Campagne), înlocuind vechea intersecție la nivel

## Traseu
| De la A51 la D6; secțiune gratuită, neconcesionată, gestionată de DIR Méditerranée. |                                                                                      |      |
| A51 E712                                                                            |                                                                                      |      |
| Intersecție                                                                         | Nod rutier între A51 și A515: Marsilia, Fos-sur-Mer, Martigues (nod rutier parțial). | A51  |
| A515                                                                                |                                                                                      |      |
| Les Chabauds                                                                        | Orașe deservite: Bouc-Bel-Air (nod rutier parțial).                                  | RD8N |
| Les Cayols                                                                          | Orașe deservite: Bouc-Bel-Air.                                                       | RD8  |
| A515                                                                                |                                                                                      |      |
| RD6                                                                                 |                                                                                      |      |